# Støvleknægt
En støvleknægt er et redskab der bruges til at tage sko eller støvler af med, den er udformet som en plade med en U-formet indskæring i den ene ende; heri presses støvlens hæl fast hvorefter foden trækkes opad og ud af støvlen.